# Jean-Honoré Fragonard
Jean-Honoré Fragonard (francosko [ʒã onoʀe fʀaɡonɑʀ]), francoski slikar in grafik, * 4. april 1732, Grasse, † 22. avgust 1806, Pariz
Njegov pozen rokoko način je odlikoval izjemen talent, razposajenost in hedonizem. Fragonard je bil eden najplodnejših umetnikov v zadnjih desetletjih Ancien Régime, ustvaril je več kot 550 slik (brez števila risb in jedkanic), od katerih jih je le pet datiranih. Med njegovimi najbolj priljubljenimi deli so žanrske slike, ki prenašajo vzdušje intimnosti in zakrite erotike.

## Življenjepis
Jean-Honoré Fragonard se je rodil v Grassu, Alpes-Maritimes kot sin Françoisa Fragonarda, rokavičarja in Françoise Petit. [1] Bil je napoten k pariškemu notarju, ko so se očetove okoliščine zaradi neuspelih špekulacij zaostrile, vendar je pokazal tak talent in naklonjenost do umetnosti, da so ga pri osemnajstih odpeljali k Françoisu Boucherju. Boucher je prepoznal mladostnikov redek dar, vendar ga je, češ da ne želi izgubiti časa s tako neizkušenim, poslal v atelje v Chardinu. Fragonard je šest mesecev študiral pri velikem mojstru, nato pa se je vrnil bolj opremljen k Boucherju, katerega slog je kmalu v celoti osvojil, da mu je mojster zaupal izvedbo kopij njegovih slik.
Čeprav še ni bil študent akademije, je Fragonard leta 1752 dobil Prix de Rome (francoska štipendija za študente umetnosti) s sliko Jerobeam žrtvuje zlatega teleta, a preden je odšel v Rim, je tri leta nadaljeval študij pri  van Looju. V letu pred odhodom je v stolnici v Grassu naslikal sliko Kristus umiva noge apostolov. 17. septembra 1756 se je lotil dela pri Francoski akademiji v Rimu, nato ji je predsedoval pod Charles-Joseph Natoirejem.
Medtem ko je bil v Rimu, je Fragonard sklenil prijateljstvo s kolegom slikarjem Hubertom Robertom. Leta 1760 sta skupaj gostovala po Italiji in izvedla številne skice lokalnih krajin. Prav v teh romantičnih vrtovih, z vodnjaki, jamami, templji in terasami je Fragonard zasnoval sanje, ki naj bi jih kasneje upodobil v svoji umetnosti. Naučil se je tudi občudovati mojstre nizozemske in flamanske šole (Rubens, Hals, Rembrandt, Ruisdael) in posnemal njihove lahkotne in živahne poteze s čopiči. K temu vplivu je dodal tudi globok vtis, ki ga je nanj naredila razkošna načičkanost Giovanni Battista Tiepola, čigar dela je imel priložnost študirati v Benetkah, preden se je leta 1761 vrnil v Pariz.
Leta 1765 je bila njegova slika Coresus et Callirhoe sprejeta na akademijo. Dobi je pompozno (čeprav ne povsem resno) pohvalo Diderota, kupil pa jo je kralj, ki jo je reproduciral v tovarni gobelinov. Dotlej  je Fragonard okleval med verskimi, klasičnimi in drugimi predmeti; zdaj pa ga je zahteva bogatih umetniških pokroviteljev dvora Ludvika XV. zagotovo usmerila k tistim prizorom ljubezni in brezvoljnosti, s katerimi bo njegovo ime za vedno povezano in ki jih spremljata le nežna lepota njegovih barv in virtuoznost njegovega čudovitega čopiča; taka dela so Slepe miši (Le collin maillard), Serment d'amour ('Ljubezenska prisega'), Le Verrou (Zapah), La Culbute, La Chemise enlevée ('Dvignjena srajca') in L 'escarpolette (Gugalnica, Wallace Collection), Skrivno srečanje in njegova dekoracija stanovanja Madame du Barry in plesalke Madeleine Guimard. Portret Denisa Diderota (1769) so pred kratkim pripisali Fragonardu z vprašajem.
Lahek odziv na to vrsto ambicioznih del je Fragonarda spodbudil, naj opusti rokoko in eksperimentira z neoklasicizmom. 17. junija 1769 se je poročil z Marie-Anne Gérard, ki je bila slikarka miniatur  (1745–1823) in imela hčerko Rosalie Fragonard (1769–1788), ki je postala ena izmed njegovih najljubših manekenk. Oktobra 1773 se je s Pierre-Jacquesom Onézymejem Bergeretom de Grancourtom in njegovim sinom znova odpravil v Italijo. Septembra 1774 se je vrnil preko Dunaja, Prage, Dresdena, Frankfurta in Strasbourga.
Ko se je leta 1778 vrnil v Pariz je je postala njegova učenka in pomočnica Marguerite Gérard, 14-letna ženina sestra. Leta 1780 je dobil sina Alexandre-Évariste Fragonarda (1780–1850), ki je sčasoma postal nadarjen slikar in kipar. Francoska revolucija je Fragonardu odvzela zasebne pokrovitelje: bili so giljotirani ali izgnani. Zapostavljen slikar se je zdel previden, leta 1790 zapustil Pariz in v Grassu našel zavetje v hiši svojega bratranca Alexandra Mauberta, ki mu jo je okrasil s serijo okrasnih plošč, znanih kot Les progrès de l'amour dans le cœur d'une jeune fille , prvotno poslikane za Château du Barry .
Fragonard se je v Pariz vrnil v začetku 19. stoletja, kjer je leta 1806 umrl, skoraj popolnoma pozabljen.

## Ugled
Pol stoletja ali več je bil tako popolnoma prezrt, da je v zvezku o umetniški zgodovini Wilhelma Lübkeja iz leta 1873 izpuščena že sama omemba njegovega imena. Naknadna prevrednotenja so potrdila njegovo mesto med vsemi mojstri francoskega slikarstva. Vpliv Fragonardovega ravnanja z lokalno barvitostjo in izraznim, samozavestnim udarcem na impresioniste (zlasti njegovo vnukinjo Berthe Morisot in Renoirja) ni mogoče preceniti. Fragonardove slike, skupaj s slikami Françoisa Boucherja, se zdi, da povzemajo neko obdobje.
Ena najslavnejših Fragonardovih slik je Gugalnica, znana tudi pod imenom Les Hasards heureux de l'escarpolette (njen prvotni naslov), oljna slika v Wallace Collection v Londonu. Velja za eno mojstrovin obdobja rokokoja in je Fragonardovo najbolj znano delo. Slika prikazuje mladega gospoda, ki se skriva v grmovju in opazuje gospo, ki jo na gugalnici potiska njen soprog, ki stoji v ozadju, skrit v senci, saj se ne zaveda afere. Ko gospa zaniha naprej, mladenič dobi pogled pod njeno obleko. Po spominih Charlesa Colléja je mladi plemič zahteval, da je to portret njegove ljubice na gugalnici. Najprej je prosil Gabriela Françoisa Doyena, da naredi to sliko njega in njegove ljubice. Ni bil zadovoljen s tem lahkomiselnim delom, zato ga je Doyen zavrnil in naročilo posredoval Fragonardu.

## Vrednost del
5. decembra 2013 je bil v avkcijski hiši Bonhams, v londonski ulici New Bond, Fragonardov portret François-Henri duc d'Harcourt, na dražbi prodan za 17.106.500 funtov - 28.058.081 USD – in umetniku  postavil takrat rekordno ceno. Prejšnji rekord je znašal 5.300.000 funtov za sliko, ki je bila prodana v Londonu leta 1999. Plačana vsota je tudi najvišja cena za sliko starih mojstrov, ki je bila prodana na dražbi kjer koli po svetu leta 2013. Bonhamsova prodaja slik in kipov iz priznane zbirke nemškega filantropa, pokojnega dr. Gustava Raua, je zbrala več kot 19 milijonov funtov, izkupiček pa je koristila fundacija Nemškega odbora za UNICEF - za otroke sveta.

## Dela
Tako kot François Boucher tudi Fragonard velja za slikarja lahkomiselnosti, rokokoja, čeprav je slikal  številne druge motive: velike krajine, navdihnjene z nizozemskimi slikarji, verske ali mitološke slike ali prizorišče družinske sreče, še posebej.
Fragonard je z virtuozno potezo znal pokazati vrtinčenje sveta z izraznimi in gracioznimi kretnjami ali draperijami, polnimi moči. Je zadnji slikar obdobja v zatonu, njegovi žanrski prizori bodo zaradi neoklasicistične Davidove strogosti, revolucionarnih dogodkov in dogodkov cesarstva kmalu zastareli.
Fragonardovi žanrski prizori so zlahka erotični, na primer Gugalnica, domišljija naročnika (M. de Saint-Julien, generalni tajnik duhovniškega premoženja), ki je umetniku svetoval o prizor: »Želel bi, da Madame naslikate na gugalnici, ki bi jo škof sprožil. Postavili me boste tako, da bom videl noge tega čudovitega otroka in še bolje, če želite polepšati svojo sliko.«
Toda tudi te dejansko neresne prizore lahko beremo na drugačni ravni, pogosto lahko zasledimo zaskrbljenost, občutek konca zabave, ki se včasih pojavlja (in to spominja na Antoinea Watteauja ali roman Point de lendemain Vivanta Denona), ali celo razpršena grožnja: pari v intimi, lepote, ki se pokvarijo, zaspani, ves ta mali svet miline in sočutja opazuje slikar, ki nas opominja, da mladost ne traja in da so trenutki poželjive nežnosti minljivi in redki.
Fragonard je sodeloval zlasti s Hubertom Robertom (1733-1808), njuno sodelovanje je bilo predmet razstave v Rimu v vili Medici.

### Ključavnica
Kljub številnim analizam te slike, ki so jo hranili v Parizu v muzeju Louvre, glede njenega pomena ni bilo razlage, temveč več možnosti. Lahko prikliče posilstvo ali ljubezensko sceno.
Ta prizor bi resnično predstavljal par v sobi, žensko, ki se skuša zaman upirati napredku moškega, ki zaklene vrata. Pomembno je vedeti, da je v spalnici že nered (posteljnina je razmetana), kar bi lahko pomenilo, da se je akcija že zgodila.
Izvirno različico Ključavnice je Louvre pridobil leta 1974. Slikar jo je zasnoval kot protipostavko Čaščenju pastirjev, ki so jo leta 1988 Louvru ponudili Roberto Polo. Tako si nasprotujeta sveta ljubezen in nečedna ljubezen.
Ključavnica, ki je bila leta 1933 predmet dražbe z edino navedbo 'pripisano Fragonardu', je bila, ko je bil njen avtor z gotovostjo določen, predmet klasične sodbe prvega senata, civilno pravo kasacijskega sodišča z dne 24. marca 1987, ki je ustanovilo sodno prakso o teoriji napak v francoskem obligacijskem pravu.

### Napredovanje ljubezni v srcu mladega dekleta
Ta projekt se je začel leta 1771 po naročilu gospe du Barry, zadnje ljubice Ludvika XV. Sestavljala ga je skladna serija štirih slik z naslovom La Poursuite (Zasledovanje), La Surprise (ali La Rencontre - Presenečenje ali Skrivno srečanje), L'Amant couronné (Kronani ljubimec) in La Lettre d'amour (Ljubezensko pismo), ki naj bi jih namestili v paviljon Louveciennes v polkrožnem salonu. Vendar pa so bile slike kmalu po postavitvi zavrnjene, ker se niso ujemale z neoklasicističnim slogom arhitekture paviljona.
Tako je Fragonard vse slike hranil v svojem ateljeju in jih prinesel s seboj, ko se je vrnil v Grasse, svoj rodni kraj. Nato se je odločil, da jih bo namestil v eno od bivalnih prostorov vile svojega bratranca, vendar so bile stene po tej postavitvi še vedno prazne, Fragonard pa se je odločil, da bo poslikal še deset dodatnih slik, da bi opremil prostor.
Plošče, ki jih danes hranijo v Grassu v vili, ki je postala muzej Jean-Honoréja Fragonarda, so kopije Augusta de La Brélyja pred prodajo originalov ameriškemu zbiratelju Pierpont-Morganu (nato jih je leta 1915 kupil Frick in so zdaj v zbirki Frick v New Yorku).
Tako dobimo skupno štirinajst tabel, ki jih lahko razdelimo v tri skupine.
Šest ljubezenskih prizorov (prve štiri iz serije Napredovanje ljubezni):
- Zasledovanje;
- Presenečenje ali srečanje;
- Okronani ljubimec;
- Ljubezensko pismo;
- Zapuščeni;
- Zmagovita ljubezen.

Štiri alegorije ljubezni:
- Ljubezen kot stražar;
- Ljubezen norost;
- Ljubezen lovi goloba;
- Ljubezni morilec.

Štiri okrasne slike.
- Jean-Honoré Fragonard
- Slepe miši (Le collin maillard), 1750–1752, Toledo Museum of Art, Toledo, Ohio
- Guganje, 1750–1755, Thyssen-Bornemisza Museum, Madrid
- Rojstvo Venere, 1753-1755, Musée Grobet-Labadié, Marseille
- Glasbeno tekmovanje, 1754–55, Wallace Collection, London
- Coresus žrtvuje sebe, da bi rešil Callirhoe, 1765, Louvre, Pariz
- Kopalke, c. 1765, Louvre, Pariz
- Navdih, 1769, Louvre, Pariz
- Denis Diderot, 1769, Louvre, Pariz
- Portret François-Henri d'Harcourt, c. 1769, Accademia Carrara di Belle Arti di Bergamo, Bergamo
- Ljubezensko pismo, 1770, Metropolitan Museum of Art, New York
- Obisk v otroški sobi, c. 1775, National Gallery of Art, Washington, D.C.
- Mladenka bere, c. 1776, National Gallery of Art, Washington, D.C.
- Sestre, after 1778, Metropolitan Museum of Art. New York
- Ukraden poljub, late 1780s, Ermitaž, Saint Petersburg
- Nabiralka grozdja 1754–1755, Detroit Institute of Arts, Detroit, Michigan

## Nedavne razstave
- Consuming Passion : Fragonard's Allegories of Love Arhivirano 2020-03-03 na Wayback Machine. – Sterling and Francine Clark Art Institute, Williamstown, MA, from 28 October 2007 to 21 January 2008.
- Fragonard – Jacquemart-André Museum, Paris, from 3 October 2007 to 13 January 2008.
- Fragonard. Origines et influences. De Rembrandt au XXIe siècle Arhivirano 2009-11-29 na Wayback Machine. – Caixa Forum, Barcelona, from 10 November 2006 to 11 February 2007.
- Les Fragonard de Besançon, Musée des Beaux-Arts et d'archéologie de Besançon, from 8 December 2006 to 2 April 2007: Official website
- Jean-Honoré Fragonard, dessins du Louvre, Musée du Louvre, Paris, from 3 December 2003 to 8 March 2004.
- Fragonard amoureux, Musée du Luxembourg, Paris, from 16 September 2015 to 24 January 2016: Official website
- Fragonard’s Enterprise: The Artist and the Literature of Travel – Norton Simon Museum, Pasadena, from 17 September 2015 to 4 January 2016.